# Heteropterygidae

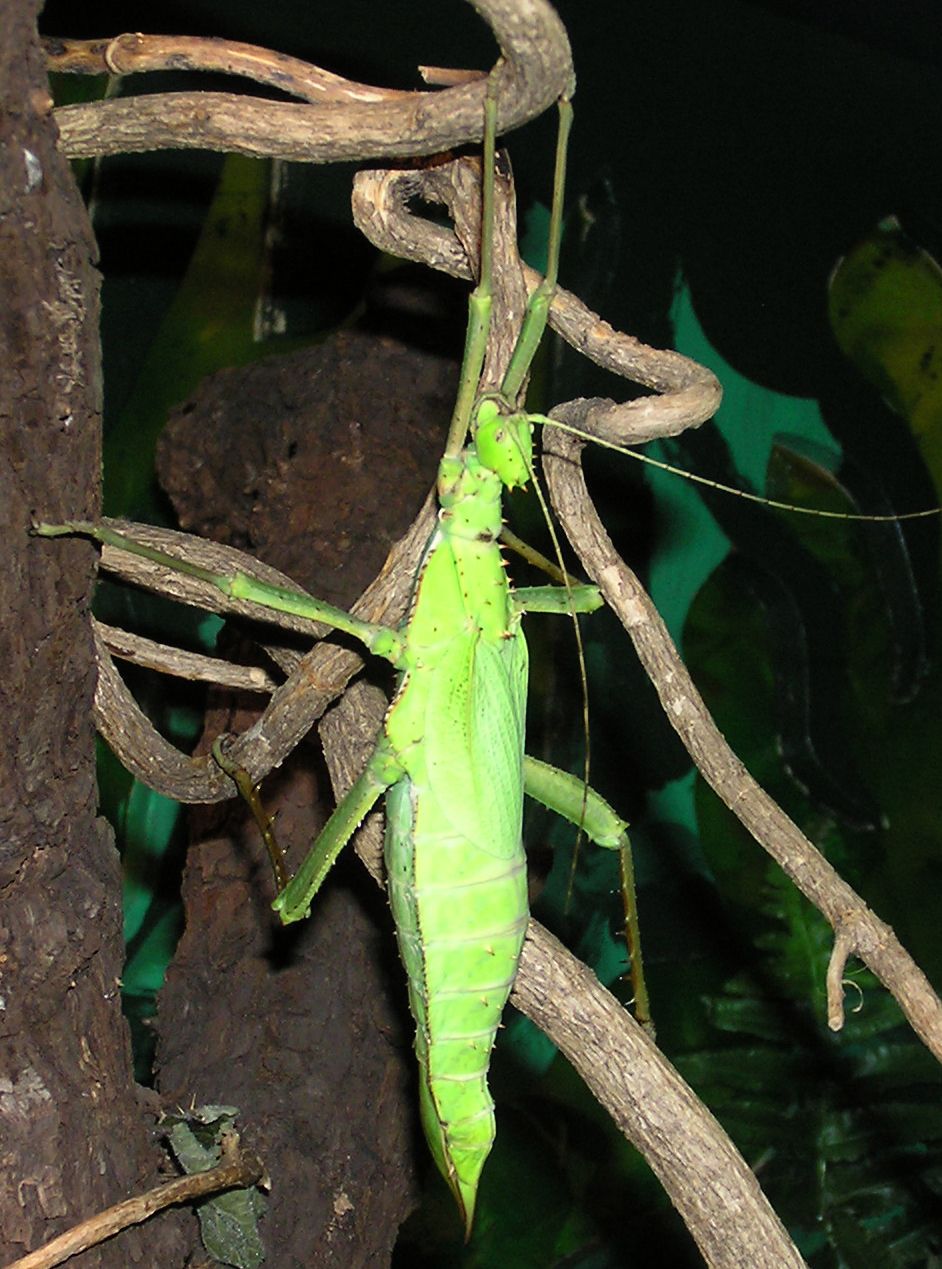
Самка малайзийского палочника Heteropteryx dilatata (до 17 см)

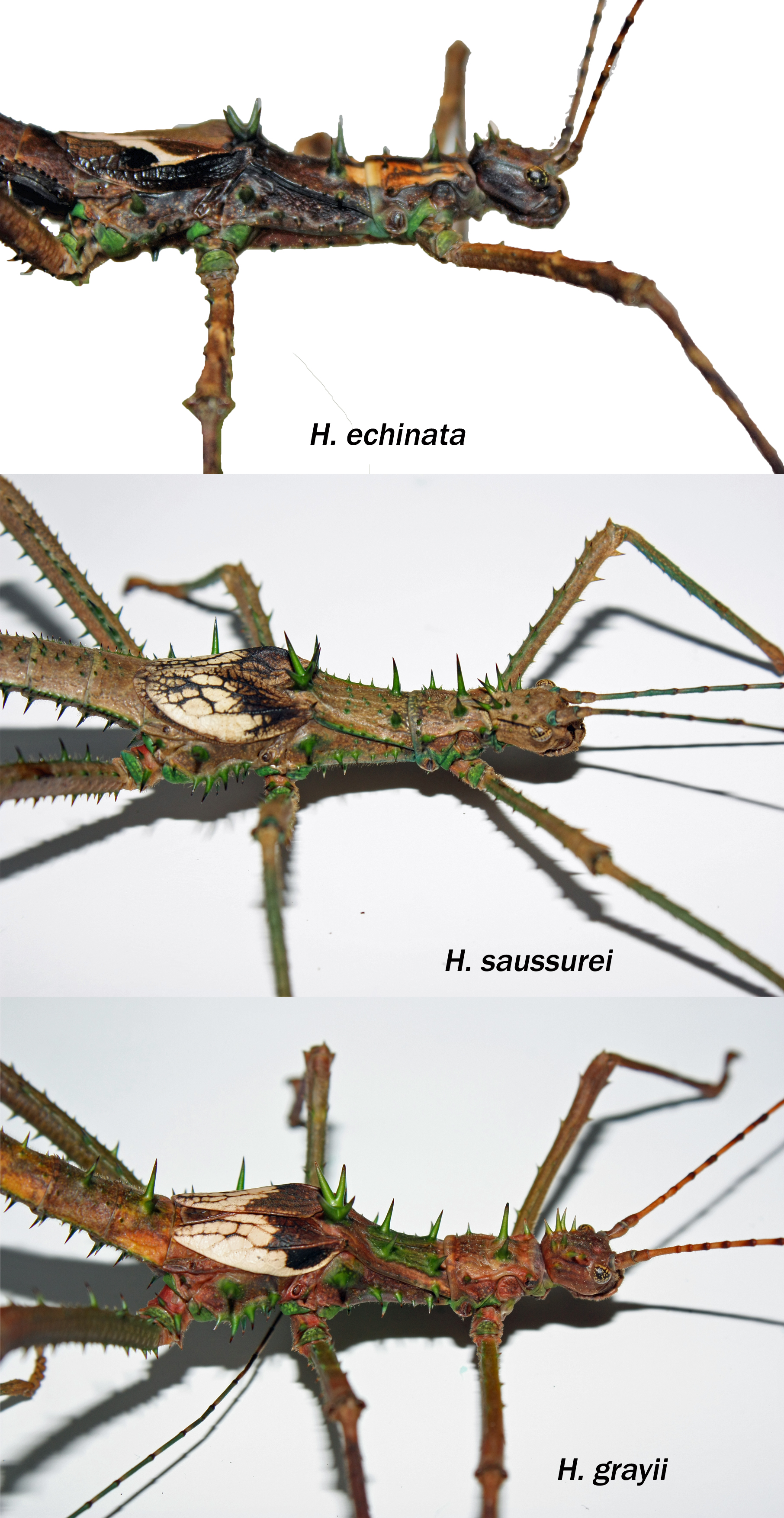
Самцы рода Haaniella

Heteropterygidae (лат.) — семейство палочников (Phasmatodea, Bacilloidea). Около 100 видов, включая одних из самых тяжёлых насекомых в мире и легко разводимых в домашних условиях (масса самок Heteropteryx dilatata достигает 60 г).

## Распространение
Юго-Восточная Азия (в домашних условиях в Европе).

## Описание
Палочники крупных и средних размеров (до 16 см), включая одних из самых тяжёлых насекомых. 
Бескрылые наземные Dataminae имеют длину от 18 до 64,0 мм (усики 13—26 члениковые). 
В основном бескрылые Obriminae имеют длину от 30 до 115 мм (усики 24—28 члениковые), а 
крылатые и шиповатые Heteropteryginae имеют длину от 34 до 166 мм (усики 22—28 члениковые). Яйца Heteropteryginae очень крупные и достигают 10 мм. Крупнейшие среди всех палочников яйца у вида Haaniella echinata (Redtenbacher, 1906): длина до 12 мм и масса до 0,3 г. Местные племена людей использовали крупных палочников и их яйца в пищу.
Популярны у любителей разведения насекомых в домашних условиях (Heteropteryx dilatata).

## Классификация
27 родов и более 100 видов.

### Список родов
- Подсемейство Dataminae Rehn, J. A. G. & Rehn, J. W. H., 1939 (40 видов)
  - Триба Datamini Rehn, J. A. G. & Rehn, J. W. H., 1939
    - Dares Stål, 1875
    - Epidares Redtenbacher, 1906
    - Hainanphasma Ho, 2013
    - Orestes Redtenbacher, 1906
    - Planispectrum Rehn, J. A. G. & Rehn, J. W. H., 1939
    - Pylaemenes Stål, 1875
    - Spinodares Bragg, 1998
- Подсемейство Heteropteryginae Kirby, 1896
  - Триба Heteropterygini Kirby, 1904
    - Haaniella Kirby, 1904
    - Heteropteryx Gray, G. R., 1835
- Подсемейство Obriminae Brunner von Wattenwyl, 1893
(Syn. = Therameninae Karny, 1923)
  - Триба Obrimini Brunner von Wattenwyl, 1893
    - Obrimus-Gruppe
      - Aretaon Rehn, J. A. G. & Rehn, J. W. H., 1939
      - Brasidas Rehn, J. A. G. & Rehn, J. W. H., 1939
      - Euobrimus Rehn, J. A. G. & Rehn, J. W. H., 1939
      - Obrimus Stål, 1875
      - Sungaya Zompro, 1996
      - Trachyaretaon Rehn, J. A. G. & Rehn, J. W. H., 1939

    - Stenobrimus-Gruppe
      - Stenobrimus Redtenbacher, 1906

    - Theramenes-Gruppe
      - Eubulides Stål, 1877
      - Heterocopus Redtenbacher, 1906
      - Theramenes Stål, 1875
      - Mearnsiana Rehn, J. A. G. & Rehn, J. W. H., 1939

  - Триба Tisamenini Hennemann, Conle, Brock & Seow-Choen, 2016
    - Hoploclonia Stål, 1875
    - Ilocano Rehn, J. A. G. & Rehn, J. W. H., 1939
    - Pterobrimus Redtenbacher, 1906
    - Tisamenus Stål, 1875

  - Триба Miroceramiini Zompro, 2004
    - Miroceramia Günther, 1934

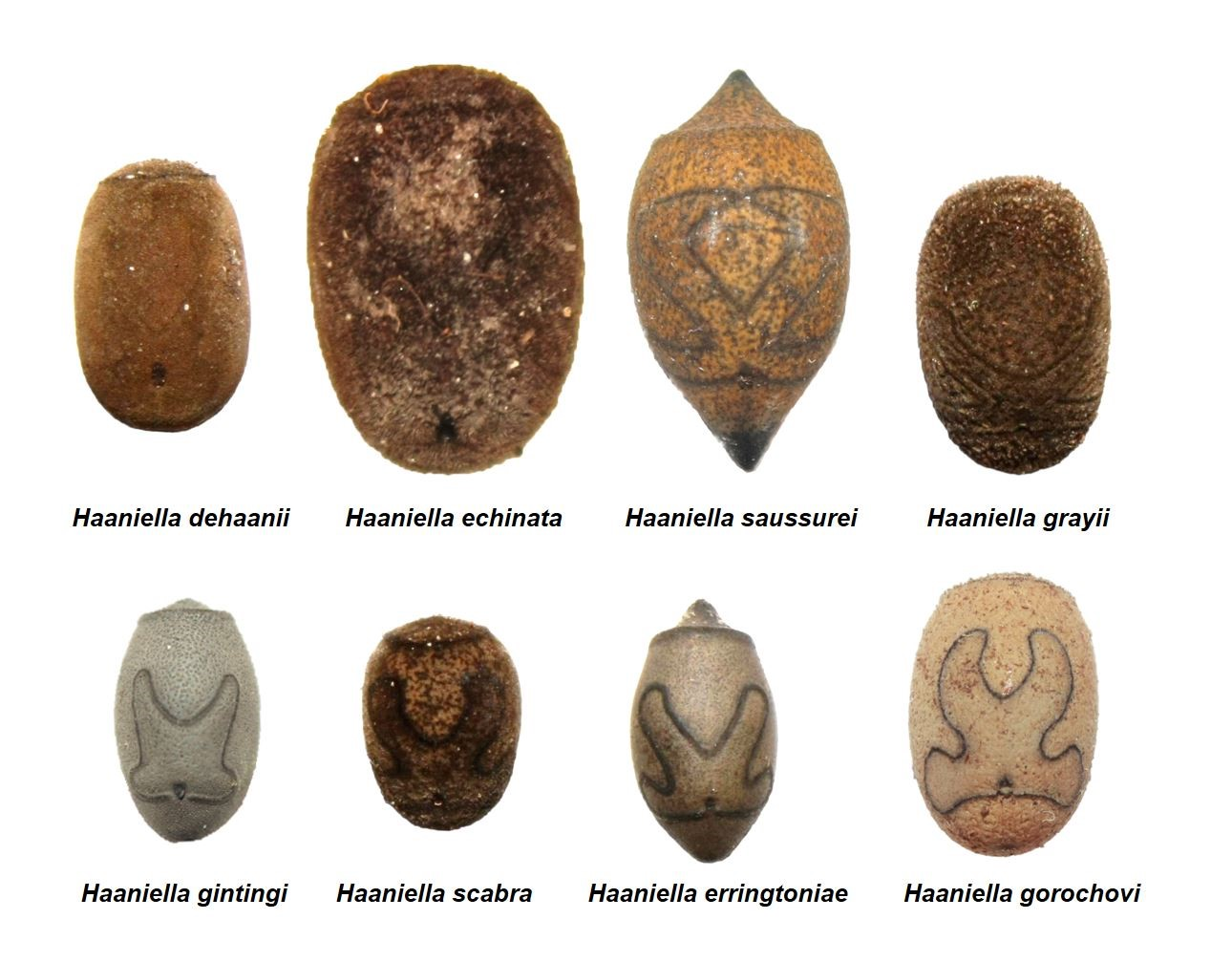
Яйца шести видов Haaniella
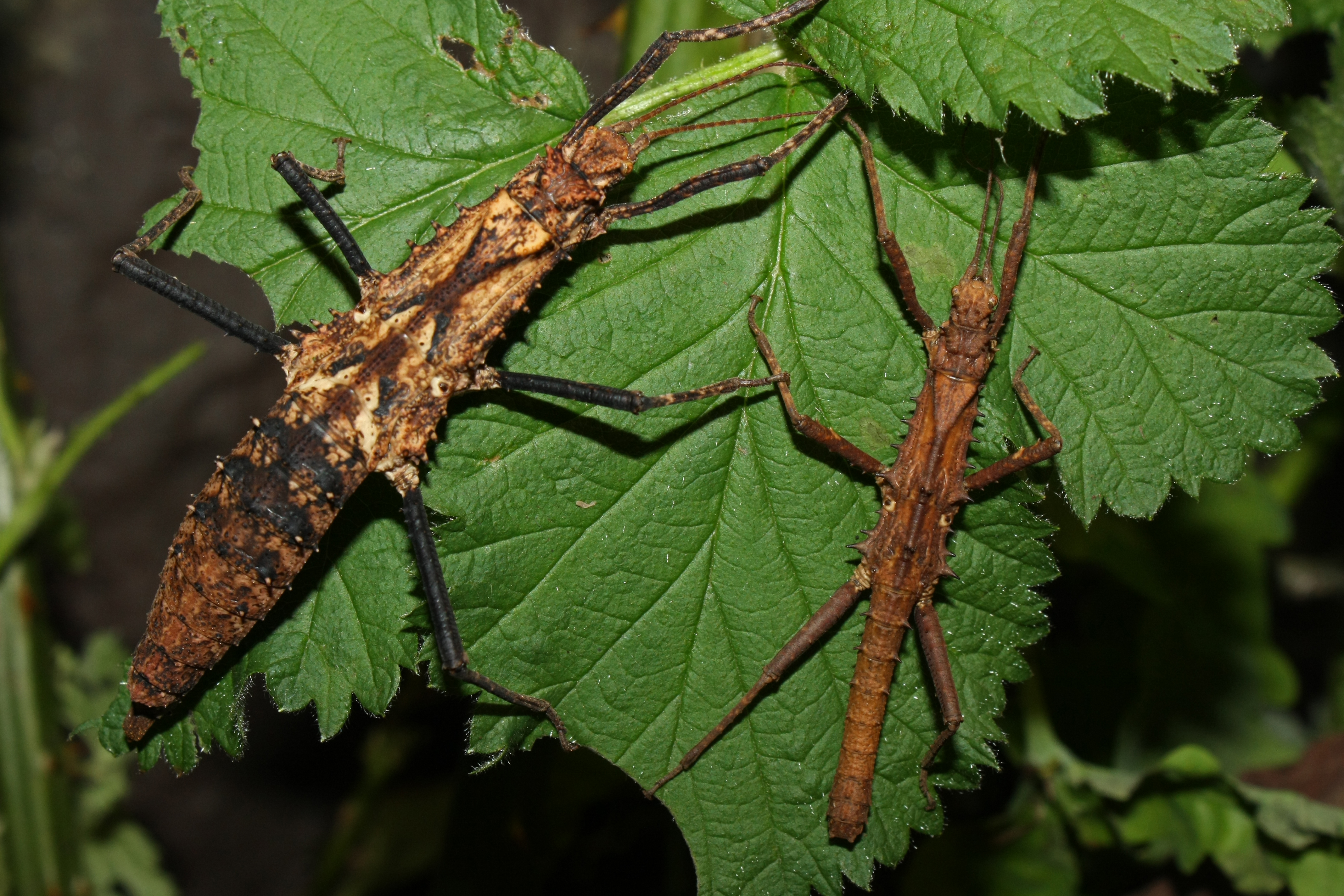
Tisamenus serratorius
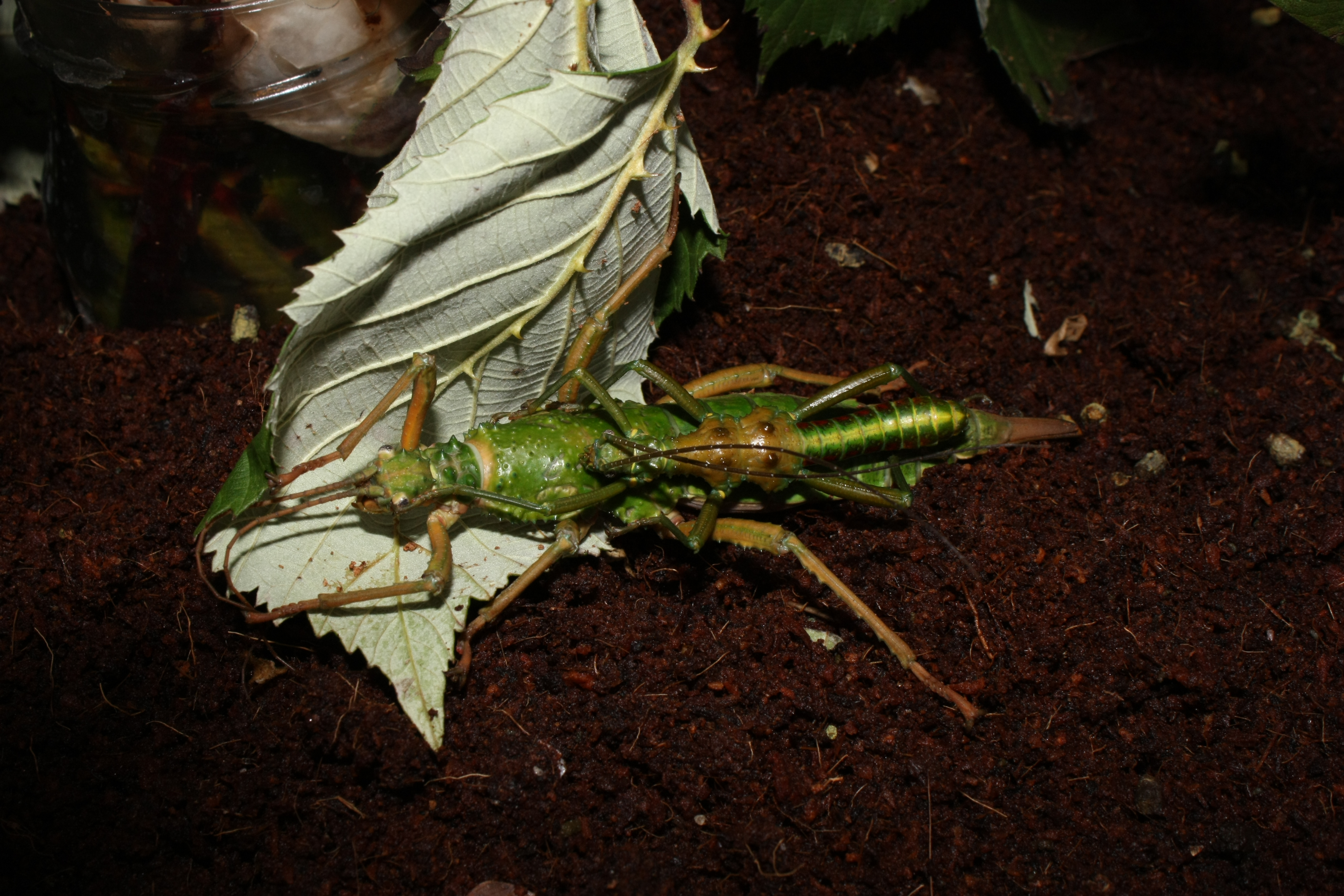
Mearnsiana bullosa
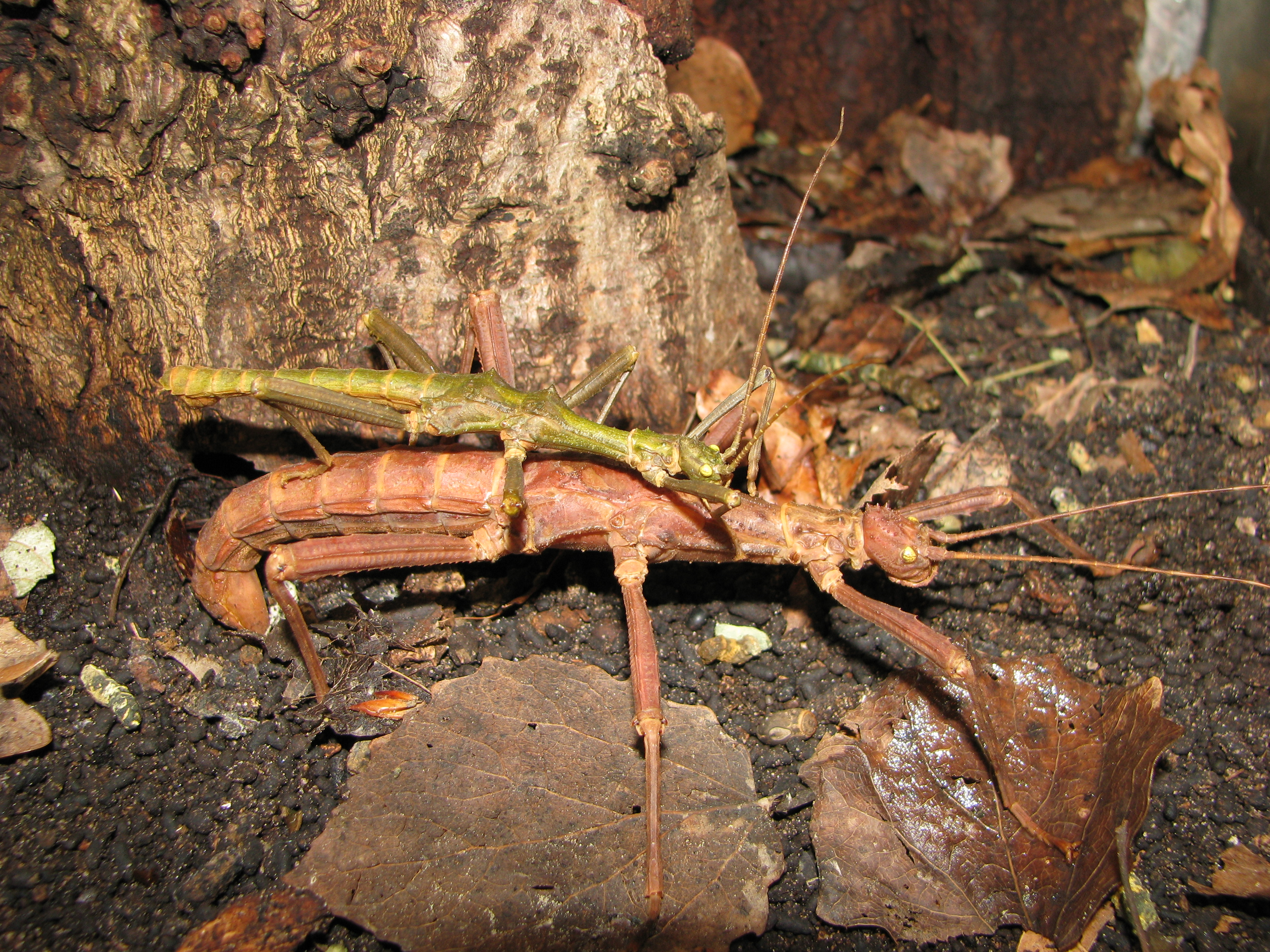
Trachyaretaon carmelae
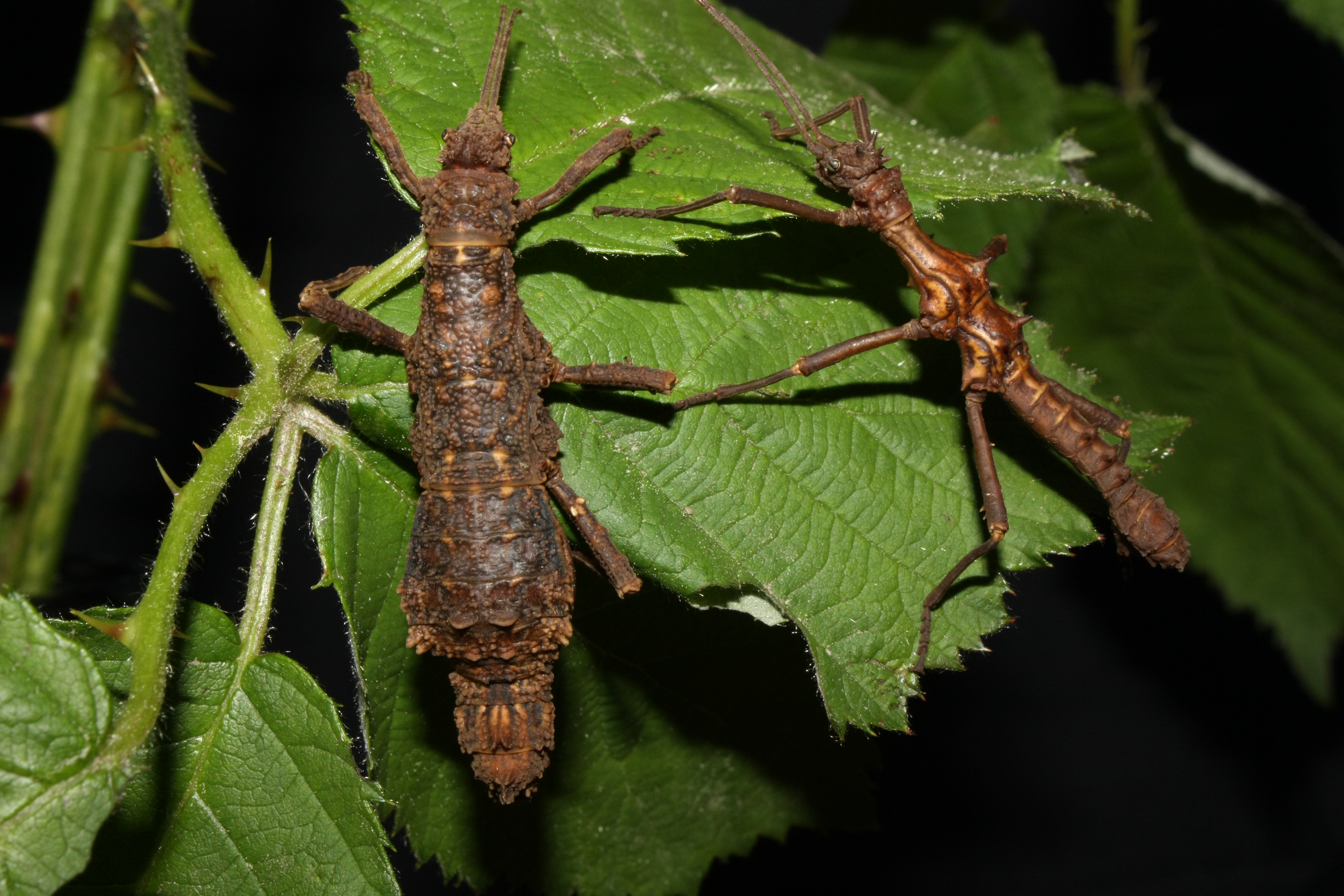
Dares validispinus
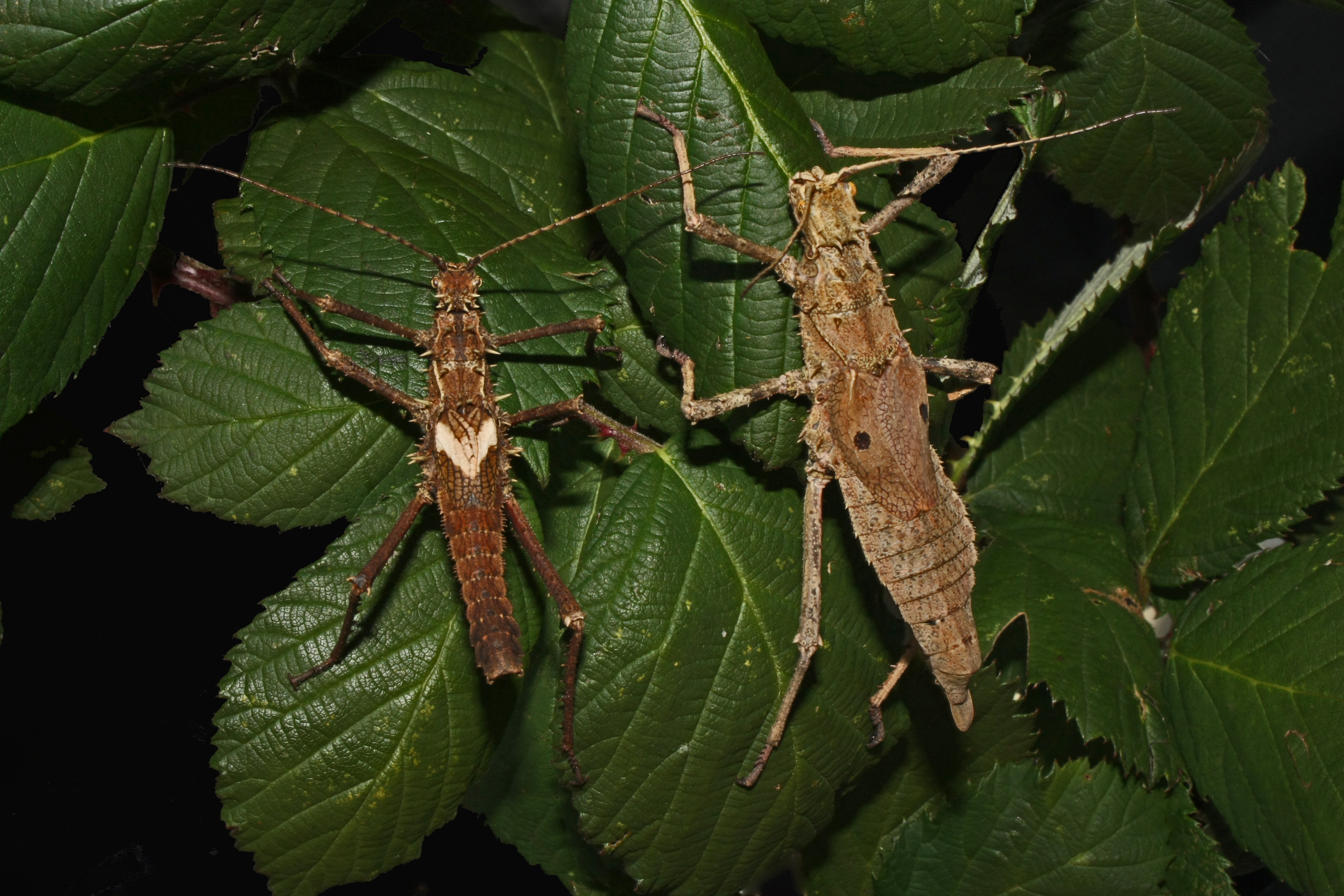
Haaniella scabra